# Mortsund
Mortsund est une localité du comté de Nordland, en Norvège.

## Géographie
Administrativement, Mortsund fait partie de la kommune de Vestvågøy.